# Haplogroupe T (Y-ADN)
Pour les articles homonymes, voir Haplogroupe T.
En génétique humaine, l’haplogroupe T ou T-M184 est un haplogroupe de l'ADN du chromosome Y humain. De 2002 à 2008, il fut connu comme haplogroupe K2. Ne pas confondre avec l'haplogroupe T de l'ADN mitochondrial, du même nom.
T-M184 est inhabituel car il est à la fois géographiquement répandu et relativement rare. T1 (T-L206) – la branche primaire numériquement dominante de T-M184 – semble être originaire d'Asie occidentale, puis s'est propagée en Afrique de l'Est, en Asie du Sud, en Europe, en Égypte et dans les régions adjacentes. T1* pourrait s'être étendu avec la culture néolithique précéramique B (PPNB), originaire du Proche-Orient. 
Le polymorphisme à évènement unique qui définit ce clade est généralement considéré comme un polymorphisme nucléotidique singulier (sigle anglais SNP) M184. D'autres SNP, L206, M193, M272 sont couramment considérés comme équivalents par la phylogénétique.

## Origine
L’haplogroupe T aurait émergé il y a environ 25 000 à 30 000 ans, probablement dans la région du Proche-Orient ou de l'Asie de l'Ouest.

« On pense que T1-M70 originaire d'Asie après l'émergence des mutations K-M9 (45–30 ky) (Underhill et al. 2001a) et T-M184. Comme on peut déduire des données collectées (Underhill et al. 2000; Cruciani et al. 2002; Semino et al. 2002; present study), Les individus T1-M70, quelque temps plus tard, allèrent vers le sud en Afrique. Alors que ce haplogroupe a une fréquence relativement haute en Égypte, Oman, Tanzanie, Éthiopie ([Scozzari et al. 1997, 1999])" »

— J. R. Luis et al.: The Levant versus the Horn of Africa: Evidence for Bidirectional Corridors of Human Migrations (Errata), American Journal of Human Genetics, 74: 532-544.
Le plus ancien porteur connu de l’haplogroupe T-M184 a été retrouvé sur le site de Pınarbaşı (Anatolie) et est daté d'env. 12 000 ans avant le présent. Cette découverte suggère également que l'haplogroupe T était présent en Anatolie bien avant l'avènement de l'agriculture, renforçant l'hypothèse d'une origine locale pour les premiers agriculteurs de la région.
L’haplogroupe T-M184 a probablement accompagné les premières vagues de diffusion néolithique, en particulier via la migration des premiers agriculteurs du Levant vers l'Europe et l'Afrique. On le trouve ainsi dans la grotte de Karsdorf (Allemagne), daté d'env. 7 200 – 7 500 AP associé à la culture rubanée (LBK) du Néolithique européen précoce. Cet haplogroupe T1a semble démontrer que celui-ci faisait partie de la vague de néolithisation venant du Proche-Orient vers l'Europe.
La présence en Europe de lignages appartenant aux subclades T1a ou T1a1 (Ancien T1b) reflète probablement de plusieurs épisodes de flux génique.

## Distribution haplogroupe T1
L'haplogroupe T1 (M70, M184, M193, M272) est trouvé à une petite majorité chez les indigènes Kurukh, Bauris & Lodha en Inde; et une forte minorité de Rajus et Mahli en Inde, Somalis, Sud Égyptiens et Foulbé en Afrique, Chians, Allemands Stilfser/Tyroliens Saccensi/Siciliens, Eivissencs et Juifs du Nord-Est Portugal en Europe, Zoroastriens, Bakhtiaris au Moyen-Orient, et les Xibes en Extrême-Orient.
Puisque l'haplogroupe T1 n'est pas associé avec les lignages R1, G et J qui sont entrés en Afrique venant d'Eurasie relativement récemment, Luis et al. (2004) suggère que la présence du clade sur le continent africain peut, comme pour les représentants de R1b-V88*, pointer à une plus ancienne arrivée depuis l'Asie. Le Levant plus que l'Arabie du Sud apparaît être la principale route d'accès, car les haplogroupes égyptiens et turcs sont considérablement plus vieux en âge (13 700 avant présent et 9 000 avant présent, respectivement) que ceux trouvés à Oman (seulement 1 600 avant présent). Selon les auteurs, la distribution moderne suivant un modèle en tâches pour l'haplogroupe T1 à l'intérieur de l'Afrique peut donc représenter les restes d'une présence précoce plus étendue du clade. Les expansions plus tardives de populations portant des lignages E1b1b, E1b1a, G et J peuvent les avoir fait très largement surpasser en importance numérique les porteurs des clades T dans de nombreuses régions.
Mendez et al. (2011) ont observé qu'une notable fréquence d'un échantillon Lemba d'Afrique du Sud (18 %) portait exclusivement l'haplogroupe T1b-L131 qui est considéré originaire du Proche-Orient. T1b* partage une même période estimée d'expansion avec les T1* Somalis.
La distribution de l'haplogroupe T1 dans beaucoup de parties de l'Europe est diffuse ou régionalisée ; par exemple, l'haplogroupe T1 fut trouvé pour 1,7 % (10/591) dans un ensemble de six échantillons d'hommes du Sud-Ouest de la Russie, mais il était complètement absent d'un ensemble de huit échantillons totalisant 637 individus de la moitié nord de la Russie européenne.

## Distribution haplogroupe T (hors T1)
FTDNA, une société commerciale de généalogie génétique expose une carte qui montre une relativement haute fréquence de l'haplogroupe T chez quelques Aborigènes australiens. Probablement ces populations correspondent à celles antérieurement rapportées dans plusieurs études comme K*(M9) avec une fréquence proche de 30 % en Australie du Nord. Selon FTDNA, leur haplogroupe T est défini par le SNP M184 tandis que M70 définit T1.

### Asie du Sud
L'haplogroupe T1-M70 a été détecté chez :
| Population  | Langue                         | Région                                                                              | Membres/Nombre | Pourcentage | Source | Notes                                                     |
| Kurukh      | Yerukala (dravidien)           | Andhra Pradesh                                                                      | 10/18          | 55,6 %      | [ 7 ]  |                                                           |
| Bauris      | Bengali (indo-aryen)           | Bengale-Occidental                                                                  | 10/19          | 52,6 %      | [ 7 ]  | K* a 6/19, si M70- mais M184+, alors pourrait être 84,2 % |
| Lodhas      | Lodha (Sora–Juray–Gorum munda) | Bengale-Occidental                                                                  | 2/4            | 50 %        | [ 7 ]  |                                                           |
| Rajus       | Telougou (dravidien)           | Andhra Pradesh                                                                      | 3/19           | 15,9 %      | [ 7 ]  |                                                           |
| Maheli      | Mahali (Kherwari munda)        | Bengale-Occidental                                                                  | 2/13           | 15,3 %      | [ 7 ]  |                                                           |
| Chenchus    | Chenchu (dravidien)            | Andhra Pradesh                                                                      | 3/20           | 15 %        | [ 7 ]  | K* a 7/20, si M70- mais M184+, alors pourrait être 50 %   |
| Kare Vokkal | Kannada (dravidien)            | Karnataka                                                                           | 4/30           | 13,3 %      | [ 8 ]  | K* a 3/30, si M70- mais M184+, alors pourrait être 23,3 % |
| Banjaras    | Lambadi (indo-aryen)           | Andhra Pradesh                                                                      | 2/18           | 11,1 %      | [ 7 ]  |                                                           |
| Gonds       | Gondi (dravidien)              | South Uttar Pradesh                                                                 | 4/38           | 10,6 %      | ,      |                                                           |
| Gonds       | Gondi (dravidien)              | Madhya Pradesh                                                                      | 10/139         | 7,2 %       | ,      |                                                           |
| Indiens     | langues en Inde                | Inde du Sud                                                                         | 18/305         | 5,9 %       | [ 7 ]  |                                                           |
| Maheli      | Mahali (Kherwari munda)        | Jamshedpur du Jharkhand; Purulia, Midnapore & autres endroits du Bengale-Occidental | 2/38           | 5,3 %       | ,      | Deux échantillons d'études différentes groupés            |
| Chenchus    | Chenchu (Dravidien)            | Andhra Pradesh                                                                      | 3/61           | 4,9 %       | ,      | Échantillons de Trivedi et al. and Kivisild et al.        |
| Banjaras    | Lambadi (indo-aryen)           | Andhra Pradesh                                                                      | 2/53           | 3,8 %       | ,      | Deux échantillons d'études différentes groupés            |
| Indiens     | Langues en Inde                | Inde de l'Est                                                                       | 14/367         | 3,8 %       | [ 7 ]  |                                                           |
| Gujaratis   | Gujarati (Indo-Aryen)          | Gujarat                                                                             | 1/29           | 3,4 %       | [ 12 ] |                                                           |
| Lodha       | Lodha (Sora–Juray–Gorum Munda  | Midnapore et autres endroits Bengale-Occidental                                     | 2/71           | 2,8 %       | ,      | Trois échantillons d'études différentes groupés           |

Avec K-M9+, non confirmé mais probablement T1-M70+ : 56,6 % (30/53) des Kunabhis au Karnataka, 32,5 % (13/40) des Kammas en Andhra Pradesh, 26,8 % (11/41) de Brahmanes en Visakhapatnam, 25 % (1/4) de Kattunaiken en Inde du Sud, 22,4 % (11/49) de Telougous en Andhra Pradesh, 20 % (1/5) de Ansâri en Asie du Sud, 10 % (2/20) de Poroja en Andhra Pradesh, 9,8 % (5/51) de Pandits au Cachemire, 8,2 % (4/49) de Gurjars au Cachemire, 7,7 % (1/13) de Siddis (migrants venus d'Éthiopie) en Andhra Pradesh, 5,5 % (3/55) de Adi en Inde du Nord, 5,5 % (7/128) de Pardhans à Adilabad, 5,3 % (2/38) de Brahmanes du Bihar, 4,3 % (1/23) de Bagatas en Andhra Pradesh, 4,2 % (1/24) de Valmiki en Andhra Pradesh, 3,6 % (2/56) de Syed en Asie du Sud, 3,1 % (1/32) de Brahmanes au Maharashtra, 3,1 % (2/64) de Brahmanes au Gujarat, 2,9 % (1/35) de Rajputs en Uttar Pradesh, 2,3 % (1/44) de Brahmanes au Peruru, et 1,7 % (1/59) de Manghi au Maharashtra.
Aussi dans les Desasth-Brahmanes au Maharashtra (1/19 ou 5,3 %) et de Chitpavan-Brahmanes au Konkan (1/21 ou 4,8 %) de Chitpavan-Brahmanes au Konkan (2/66 ou 3 %).

### Europe
| Population                  | Langue                                     | Région                          | Membres/Nombre | Pourcentage | Source | Notes |
| Habitants des Marches       | Italien (langue romane)                    | Arquata del Tronto et Apiro     | 2/2            | 100 %       | [ 21 ] |       |
| Chians                      | Grec moderne du Sud-Est                    | Chios                           | 4/16           | 25 %        | [ 22 ] |       |
| Allemands Stilfser/Tyrolien | Austro-bavarois du Sud (Haut allemand)     | Stilfs                          | 4/17           | 23,5 %      | [ 23 ] |       |
| Vénitiens                   | Vénitien (langue romane)                   | Vigasio et Povegliano Veronese  | 2/9            | 22,2 %      | [ 24 ] |       |
| Siciliens                   | Sicilien (langue romane)                   | Sciacca                         | 5/28           | 17,9 %      | [ 25 ] |       |
| Iles Baléares               | Eivissenc (Langue romane)                  | Ibiza                           | 9/54           | 16,7 %      | [ 26 ] |       |
| Juifs du Nord-Est Portugal  | Portugais (langue romane)                  | Trás os Montes                  | 9/57           | 15,7 %      | [ 27 ] |       |
| Corse                       | Corse (langue) (langue romane)             | Balagne (région de Haute-Corse) | 3/24           | 12,5 %      | [ 28 ] |       |
| Habitants des Marches       | Italien (langue romane)                    | Matelica                        | 1/9            | 11,1 %      | [ 21 ] |       |
| Gaditan                     | Andalou (langue romane)                    | Cadix                           | 3/28           | 10,7 %      | [ 29 ] |       |
| Crétois                     | Grec crétois                               | Nome de Lasithi                 | 2/23           | 8,7 %       | [ 30 ] |       |
| Siciliens                   | Sicilien (langue romane)                   | Alcamo                          | 2/24           | 8,3 %       | [ 25 ] |       |
| Cantabres                   | Parler cantabrique (Langue romane)         | Liébana                         | 3/37           | 8,1 %       | [ 31 ] |       |
| Corse                       | Corse (langue) (langue romane)             | Corte                           | 5/62           | 8,1 %       | [ 28 ] |       |
| Siciliens                   | Sicilien (Langue romane)                   | Est Sicile                      | 9/114          | 7,9 %       | [ 25 ] |       |
| Portugais du nord           | Portugais (langue romane)                  | Vila Real                       | 3/39           | 7,7 %       | [ 32 ] |       |
| Campaniens                  | Italien méridional (langue romane)         | Campanie                        | 8/108          | 7,4 %       | [ 33 ] |       |
| Iles Baléares               | Eivissenc (langue romane)                  | Ibiza                           | 7/96           | 7,3 %       | [ 34 ] |       |
| Crétois                     | Grec crétois                               | Oropedio Lasithiou              | 3/41           | 7,3 %       | [ 30 ] |       |
| Siciliens                   | Sicilien (langue romane)                   | Raguse                          | 2/28           | 7,1 %       | [ 25 ] |       |
| Siciliens                   | Sicilien (langue romane)                   | Piazza Armerina                 | 2/28           | 7,1 %       | [ 25 ] |       |
| Wallons                     | Wallon (langue romane)                     | Wallonie                        | 3/47           | 6.4%        | [ 35 ] |       |
| Gagaouzes                   | Gagaouze (langue turque)                   | Kongaz                          | 3/48           | 6,3 %       |        |       |
| Portugais du nord           | Portugais (langue romane)                  | Aveiro                          | 4/66           | 6,1 %       |        |       |
| Andalous de l'ouest         | Andalou (langue romane)                    | Huelva                          | 10/167         | 6 %         | [ 36 ] |       |
| Aragonais                   | Aragonais et castillan (langue romane)     | Aragon                          | 2/34           | 5,9 %       |        |       |
| Corse                       | Corse (langue)                             | Corse                           | 2/34           | 5,9 %       |        |       |
| Estrémadure                 | Estrémègne et castillan (langue romane)    | Estrémadure                     | 3/52           | 5,8 %       |        |       |
| Néerlandais                 | Hollandais (langue germanique occidentale) | Hollande-Septentrionale         | 1/18           | 5,6 %       |        |       |
| Lombard                     | Lombard et italien (langue romane)         | Lombardie                       | 1/18           | 5,6 %       | [ 28 ] |       |
| Siciliens                   | Sicilien (langue romane)                   | Mazara del Vallo                | 1/18           | 5,6 %       |        |       |
| Italiens du sud             | Italien (langue romane)                    | Sud Apulie                      | 4/71           | 5,6 %       |        |       |
| Siciliens                   | Sicilien (Langue romane)                   | Sud Sicile                      | 3/55           | 5,4 %       |        |       |
| Lombard                     | Lombard et italien (langue romane)         | Lombardie                       | 7/131          | 5,3 %       |        |       |
| Hutterites                  | Bavarois (Haut allemand)                   | Tyrol                           | 4/75           | 5,3 %       |        |       |
| Estoniens                   | Estonien (langue ouralienne)               | Estonie                         | 11/207         | 5,3 %       |        |       |
| Gotlandais                  | Gotlandais langue germanique du Nord       | Gotland                         | 2/40           | 5 %         |        |       |
| Alsaciens                   | Alsacien (Haut allemand)                   | Alsace                          | 4/80           | 5 %         |        |       |
| Asturiens                   | Asturien (langue romane)                   | Asturies                        | 1/20           | 5 %         |        |       |
| Locuteurs italiens          | Italien (langue romane)                    | Bolzano                         | 3/59           | 5 %         |        |       |
| Ladin Stilfser/Tyroliens    | Ladin (langue romane)                      | Stelvio                         | 1/20           | 5 %         |        |       |
| Portugais du Nord-Est       | Portugais (langue romane)                  | Trás os Montes                  | 3/64           | 4,7 %       |        |       |
| Sardes                      | Sassarais (langue romane)                  | Sassari                         | 2/43           | 4,7 %       | [ 28 ] |       |
| Siciliens                   | Sicilien (langue romane)                   | Est Sicile                      | 4/87           | 4,6 %       |        |       |
| Andalous de l'Ouest         | Andalou (langue romane)                    | Huelva                          | 1/22           | 4,5 %       | [ 29 ] |       |
| Andalous de l'ouest         | Andalou (langue romane)                    | Séville                         | 7/155          | 4,5 %       | [ 29 ] |       |
| Galiciens                   | Galicien (langue romane)                   | Saint-Jacques-de-Compostelle    | 2/46           | 4,4 %       |        |       |
| Grecs                       | Grec                                       | Athènes                         | 4/92           | 4,3 %       |        |       |
| Portugais du nord           | Portugais                                  | Baixo Mondego                   | 5/116          | 4,3 %       |        |       |
| Italiens du sud             | Salentin (langue romane)                   | Nord Apulie                     | 2/46           | 4,3 %       |        |       |
| Cantabriens                 | Cantabrien (langue romane)                 | Cantabrie                       | 3/70           | 4,3 %       | [ 29 ] |       |
| Allemands                   | Allemand (langue germanique de l'Ouest)    | Berlin                          | 4/103          | 3,9 %       |        |       |
| Portugais du nord           | Portugais (langue romane)                  | Braga                           | 2/51           | 3,9 %       |        |       |
| Toscans                     | Toscan (langue romane)                     | Sud Toscane                     | 3/79           | 3,8 %       |        |       |
| Marchigianos                | Marchigiano (langue romane)                | Apennins Marches                | 1/27           | 3,7 %       |        |       |
| Galiciens                   | Galicien (langue romane)                   | Montes Baixo Miño               | 1/28           | 3,6 %       |        |       |
| Corse                       | Corse (langue) (langue romane)             | Ajaccio                         | 1/28           | 3,6 %       | [ 28 ] |       |
| Estoniens                   | Estonie (langue ouralienne)                | Estonie                         | -              | 3,5 %       |        |       |
| Portugais du Sud            | Portugais (langue romane)                  | Évora                           | 1/29           | 3,5 %       |        |       |
| Canariens                   | Espagnol des Canaries (langue romane)      | La Palma                        | 3/85           | 3,5 %       |        |       |
| Scaniens                    | Scanien (Langue scandinave)                | Malmö                           | 1/29           | 3,4 %       |        |       |
| Auvergnats                  | Occitan (Langue romane)                    | Auvergne                        | 3/89           | 3,4 %       |        |       |
| Açoriens                    | Portugais (langue romane)                  | Est Açores                      | 3/87           | 3,4 %       | [ 37 ] |       |
| Galiciens                   | Galicien (langue romane)                   | Lugo                            | 2/61           | 3,3 %       |        |       |
| Albanais                    | Albanais                                   | Albanie                         | 1/30           | 3,3 %       |        |       |
| Portugais du nord           | Portugais (langue romane)                  | Viseu                           | 1/30           | 3,3 %       |        |       |
| Portugais du nord           | Portugais (Langue romane)                  | Guarda                          | 1/30           | 3,3 %       |        |       |
| Siciliens                   | Sicilien (Langue romane)                   | Ouest Sicile                    | 4/122          | 3,3 %       |        |       |
| Lituaniens                  | Aukštaitique (langue balte)                | Ouest Aukstaiciai               | 1/31           | 3,2 %       |        |       |
| Valenciens                  | Valencien et castillan (langue romane)     | Valence                         | 1/31           | 3,2 %       | [ 29 ] |       |
| Tyroliens du sud            | Austro-bavarois du sud (Haut allemand)     | Bas Val Venosta                 | 1/32           | 3,1 %       |        |       |
| Rhénans                     | Francique ripuaire (moyen allemand)        | Cologne                         | 3/96           | 3,1 %       |        |       |
| Suédois                     | Langues en Suède (langue scandinave)       | Örebro                          | 1/32           | 3,1 %       |        |       |
| Portugais                   | Portugais (langue romane)                  | Madère                          | 4/129          | 3,1 %       |        |       |
| Açoriens                    | Portugais (langue romane)                  | Centre Açores                   | 2/76           | 2,6 %       | [ 37 ] |       |
| Tchèques                    | Tchèque (langue slave de l'Ouest)          | Vysočina                        | 1/40           | 2,5 %       | [ 38 ] |       |
| Sardes                      | Corse (langue romane)                      | Gallura                         | 1/46           | 2,2 %       | [ 28 ] |       |
| Sardes                      | Sarde (langue romane)                      | Trexenta                        | 1/47           | 2,1 %       | [ 28 ] |       |
| Andalous de l'est           | Andalou (langue romane)                    | Alpujarra de la Sierra          | 1/50           | 2 %         |        |       |
| Basques                     | Guipuscoan (isolat (linguistique))         | Guipuscoa                       | 1/58           | 1,7 %       | [ 39 ] |       |
| Tchèques                    | Tchèque (Langue slave de l'ouest)          | Plzeň                           | 1/62           | 1,6 %       | [ 38 ] |       |
| Mecklembourgeois            | Bas-saxon (bas-allemand)                   | Rostock                         | 3/200          | 1,5 %       | [ 40 ] |       |
| Tchèques                    | Tchèque (langue slave de l'Ouest)          | Ústí nad Labem                  | 1/86           | 1,2 %       | [ 38 ] |       |
| Andalous de l'est           | Andalou (langue romane)                    | Grenade                         | 2/180          | 1,1 %       | [ 36 ] |       |
| Tchèques                    | Tchèque (langue slave de l'Ouest)          | Sud Moravie                     | 2/216          | 0,9 %       | [ 38 ] |       |
| Tchèques                    | Tchèque (langue slave de l'ouest)          | Prague                          | 3/595          | 0,5 %       | [ 38 ] |       |

Avec K-M9+, non confirmé, mais probablement T1-M70+ : 14 % (3/23) de Russes de l'oblast de Yaroslavl, 12,5 % (3/24) d'Italiens à Matera, 10,3 % (3/29) d'Italiens à Avezzano, 10 % (3/30) de Tyroliens du Val di Non, 10 % (2/20) d'Italiens de Pescara, 8,7 % (4/46) d[Italians de Bénévent, 8,3 % [4/48) d'Italiens de Cilento, 8,3 % (7/84) d'Italiens de l'Ouest Campanie, 7,8 % (4/51) d'Italiens du Sud Latium, 7,4 % (2/27) d'Italiens de Paola en Calabre, 7,3 % (11/150) d'Italiens en Centre-Sud Italie, 7,1 % (8/113) de Serbes en Serbie, 7 % (6/86) de Sardes à Tempio, 4,7 % (2/42) d'Aroumains en Roumanie, 3,7 % (3/82) d'Italiens à Biella, 3,7 % (1/27) d'Andalous de la province de Cordoue, 3,3 % (2/60) de Léonais de la province de León|, 3,2 % (1/31) d'Italiens à Postua, 3,2 % (1/31) d'Italiens à Cavaglià, 3,1 % (3/97) de Calabrais à Reggio de Calabre,|. 2,8 % (1/36) de Russes dans une partie de la Russie, 2,8 % (2/72) d'Italiens en Sud Apulie, 2,7 % (1/37) de Calabrais à Cosenza, 2,6 % (3/114) de Serbes à Belgrade, 2,5 % (1/40) de Russes à Pskov, 2,4 % (1/42) de Russes à Kalouga, 2,2 % (2/89) de Transylvains à Miercurea-Ciuc, 2,2 % (2/92) d'Italiens à Trino, province de Verceil, 1,9 % (2/104) d'Italiens à Brescia, 1,9 % (2/104) de Roumains en Roumanie, 1,7 % (4/237) de Serbes et de Monténégrins en Serbie et au Monténégro, 1,7 % (1/59) d'Italiens dans les Marches, 1,7 % (1/59) de Calabrais à Catanzaro, 1,6 % (3/183) de Grecs en Grèce du Nord, 1,3 % (2/150) de Suisses-allemands dans le canton de Zurich, 1,3 % (1/79) d'Italiens en Sud Toscane et Nord Latium, 1,1 % (1/92) de Néerlandais à Leyde, 0,8 % (1/132) d "Andalous" dans le Nord-Ouest de la Tunisie, 0,5 % (1/185) de Serbes à Novi Sad (Voivodine), 0,5 % (1/186) de Polonais en Polésie et 0,4 % (1/234) d'Allemands à Halle, Saxe-Anhalt.
D'autres endroits où on a trouvé une significative proportion d'individus haplogroupe T ; Trentin (2/67 ou 3 %), vallée de l'Isarco (1/34 ou 2,9 %), Münster (3/102 ou 2,9 %), Mariña de Lugo (1/34 ou 2,9 %), Heraklion (3/104 ou 2,9 %), Roslavl (3/107 ou 2,8 %), Munich (3/112 ou 2,7 %), Ourense (1/37 ou 2,7 %), Livny (3/110 or 2,7 %), Biella (3/114 ou 2,6 %), Entre Douro et Vouga (6/228 ou 2,6 %), Porto (3/118 ou 2,5 %), Urbino (1/40 ou 2,5 %), Péninsule Ibérique (16/629 ou 2,5 %), Blekinge/Kristianstad (1/41 ou 2,4 %), Biélorussie (1/41 ou 2,4 %), Modène (3/130 ou 2,3 %), îles Féroé (2/89 ou 2,2 %), République tchèque et Slovaquie (1/45 or 2,2 %), Provence-Alpes-Côte d'Azur (1/45 ou 2,2 %), Pristen (1/45 ou 2,2 %), Cáceres (2/91 ou 2,2 %), Brac (1/47 ou 2,1 %), Satakunta (1/48 ou 2,1 %), Ouest-Croatie (2/101 ou 2 %), Ukraine (1/50 ou 2 %), Greifswald (2/104 ou 1,9 %), Moldaves de Sofia (1/54 ou 1,9 %), Uppsala (1/55 ou 1,9 %), Lublin (2/112 ou 1,8 %), Serpa dans le district de Beja (1/54 ou 1,8 %), Grecs Macédoine grecque|Macédoniens] (1/57 ou 1,8 %), Nea Nikomedeia (1/57 ou 1,8 %), Sesklo/Dimini (1/57 ou 1,8 %), Lerne/Franchthi (1/57 ou 1,8 %), Açores (2/121 ou 1,7 %), Viana do Castelo (1/59 ou 1,7 %), Brabant-Septentrional (1,54 %), Midi-Pyrénées (1/67 ou 1,5 %), Belgorod (2/143 ou 1,4 %), Sardaigne (1/77 ou 1,3 %), district de Burzyansky en Bachkirie (1/80 ou 1,3 %), Hambourg (2/161 or 1,2 %), Cosaques du Kouban (1/90 ou 1,1 %) Rostock (1/96 ou 1 %), Magdebourg (1/100 ou 1 %) et Stockholm (2/228 ou 0,9 %),,,,,,,,,,,,,,,,,,,,,,,,,,,,,,,
Selon les résultats du projet ADN Italie de la compagnie FTDNA de tests génétiques, 3,9 % d'Italiens appartiennent à cet haplogroupe. Approximativement 3 % de Juifs séfarades et 2 % de Juifs Ashkenazim appartiennent à l'haplogroupe T.

### Moyen-Orient et Caucase
| Population           | Langue                                             | Région | Membres/Nombre | Pourcentage | Source  | Notes |
| Zoroastriens en Iran | Persan                                             | Kerman | 5/37           | 13,5 %      | [ 94 ]  |       |
| Bakhtiaris           | Lori (langues iraniennes de l'ouest)               | Izeh | 13/103         | 12,6 %      | ,       |       |
| Persans musulmans    | Persan                                             | Shiraz | 5/51           | 9,8 %       | [ 94 ]  |       |
| Persans musulmans    | Persan                                             | Kerman | 6/66           | 9,1 %       | [ 94 ]  |       |
| Irakiens             | Arabe irakien (langues sémitiques)                 | Al-Qadisiyya                                                                                                 | 6/69           | 8,7 %       | [ 97 ]  |       |
| Omanis               | Arabe du Golfe (langues sémitiques)                | Oman | 10/121         | 8,3 %       | [ 5 ]   |       |
| Irakiens             | Arabe irakien (langues sémitiques)                 | Iraq | 10/139         | 7,2 %       | [ 98 ]  |       |
| Koweïtiens           | Arabe du Golfe (langues sémitiques)                | Koweït | 3/42           | 7,1 %       | [ 70 ]  |       |
| Irakiens             | Arabe irakien (langues sémitiques)                 | Iraq | 3/43           | 7 %         | [ 99 ]  |       |
| Arabes               | Arabe palestinien                                  | Israël et Palestine                                                                                          | 10/143         | 7 %         | [ 100 ] |       |
| Arabes chrétiens     | Arabe palestinien                                  | Israël et Palestine                                                                                          | 3/44           | 6,8 %       | [ 101 ] |       |
| Arméniens de l'Ouest | Arménien                                           | Est Turquie                                                                                                  | 6/90           | 6,7 %       | [ 102 ] |       |
| Arabes musulmans     | Arabe palestinien                                  | Israël et Palestine                                                                                          | 7/119          | 5,9 %       | [ 101 ] |       |
| Arméniens du Nord    | Arménien                                           | Nord Arménie, Sud Géorgie (Bolnisi, Akhalkalaki et Akhaltsikhe) et Nord-Ouest Azerbaïdjan (autour de Gyanja) | 10/189         | 5,3 %       | [ 102 ] |       |
| Arméniens            | Arménien                                           | Téhéran | 2/38           | 5,3 %       | [ 94 ]  |       |
| Arméniens de l'Est   | Arménien                                           | Karabakh | 11/215         | 5,1 %       | [ 102 ] |       |
| Saoudiens            | dialectes arabes (langues sémitiques)              | Arabie saoudite                                                                                              | 8/157          | 5,1 %       | [ 103 ] |       |
| Arméniens            | Arménien                                           | Syunik | 7/140          | 5 %         | [ 102 ] |       |
| Émiratis             | Arabe du Golfe (langues sémitiques)                | Émirats arabes unis                                                                                          | 8/164          | 4,9 %       |         |       |
| Libanais musulmans   | Arabe syro-libano-palestinien (langues sémitiques) | Liban | 28/568         | 4,9 %       | [ 104 ] |       |
| `Anizzah             | Arabe du Golfe (langues sémitiques)                | Koweït | 1/21           | 4,7 %       | [ 105 ] |       |
| Libanais             | Arabe syro-libano-palestinien (langues sémitiques) | Liban | 43/914         | 4,7 %       |         |       |
| Chypriotes grecs     | Grec moderne                                       | Chypre | 3/65           | 4,6 %       |         |       |
| Maronites            | Arabe libanais et syriaque (langues sémitiques)    | Liban | 24/518         | 4,6 %       | [ 104 ] |       |
| Arméniens            | Arménien                                           | Ararat | 2/44           | 4,6 %       | [ 102 ] |       |
| Sadats               | Langues iraniennes                                 | Différentes villes d'Iran                                                                                    | 2/50           | 4 %         | [ 106 ] |       |
| Iraniens             | Langues iraniennes                                 | Sud-Iran | 4/117          | 3,4 %       | [ 107 ] |       |
| Ioniens              | Grec moderne                                       | Phocée | 1/31           | 3,2 %       | [ 108 ] |       |
| Jordaniens           | dialectes arabes (langues sémitiques)              | Jordanie | 8/273          | 2,9 %       |         |       |
| Lezguiens            | Lezguien (Langues caucasiennes du Nord-Est)        | Sud Daghestan                                                                                                | 2/81           | 2,5 %       | [ 109 ] |       |
| Turcs                | Turc                                               | Turquie | 13/523         | 2,5 %       |         |       |
| Iraniens             | Langues iraniennes                                 | Iran | 7/324          | 2,2 %       | [ 104 ] |       |
| Azéris musulmans     | Azéri (langues turques)                            | Ourmia | 2/91           | 2,2 %       | [ 94 ]  |       |
| Assyriens en Iran    | Néo-araméen oriental (langues sémitiques)          | Ourmia et Téhéran                                                                                            | 1/55           | 1,8 %       | [ 94 ]  |       |
| Abkhazes             | Abkhaze (Langues caucasiennes du Nord-Ouest)       | Abkhazie | 1/58           | 1,7 %       | [ 109 ] |       |
| Chrétiens orthodoxes | Grec Koinè                                         | Liban | 2/116          | 1,7 %       | [ 104 ] |       |
| Éoliens              | Grec moderne                                       | Smyrne | 1/68           | 1,5 %       | [ 108 ] |       |
| Ossètes Digors       | Digor (dialecte) (langues iraniennes)              | Ossétie du Nord                                                                                              | 1/127          | 0,8 %       | [ 109 ] |       |
| Syriens              | Arabe syro-libano-palestinien (langues sémitiques) | Syrie | 4/518          | 0,8 %       | [ 104 ] |       |
| Adyghéens            | Adyghéen (langues caucasiennes du Nord-Ouest)      | Adyguée | 1/142          | 0,7 %       | [ 109 ] |       |

Non confirmé mais probablement T1-M70+ : 28 % (7/25) des Lezguiens au Daghestan, 21,7 % (5/23) des Ossètes à Zamankul, 14 % (7/50) des Iraniens à Ispahan, 13 % (3/23) des Ossètes à Zil'ga, 12,6 % (11/87) de Kurdes Kurmandji dans l'est de la Turquie, 11,8 % (2/17) d ArabesPalestiniens en Palestine, 8,3 % (1/12) d'Iraniens de Chiraz, 8,3 % (2/24) d'Ossètes à Alagir, 8 % (2/25) of Kurdes Kurmandji en Géorgie, 7,5 % (6/80) d'Iraniens à Téhéran,, 7,4 % (10/135) d ArabesPalestiniens dans un village en Israël, 7 % (10/143) of d ArabesPalestiniens ein Israël et en Palestine, 5 % (1/19) de Tchétchènes en Tchétchénie,, 4,2 % (3/72) d'Azeris en Azerbaïdjan,, 4,1 % (2/48) d'Iraniens à Ispahan, 4 % (4/100) d'Arméniens en Arménie,, 4 % (1/24) de Bédouins en Israël et 2,6 % (1/39) de Turcs à Ankara.

### Afrique
| Population         | Language                                 | Location                           | Members/Sample size | Percentage | Source  | Notes |
| Somalis            | Somali (Langues couchitiques)            | Djibouti                           | 24/24               | 100%       | [ 114 ] | Tous les somalis testés appartenaient à la grande tribu des Dirs.                                                                |
| Somalis            | Somali (Langues couchitiques)            | Dire Dawa (Ethiopie)               | 14/17               | 82.4%      | [ 115 ] | Les Somalis originaires de Dire Dawa sont majoritairement de la confederation Dir.                                               |
| Afars              | Afar (Langues couchitiques)              | Djibouti                           | 5/20                | 25%        | [ 114 ] | |
| Arabes de Somalie  | Benaadir (Langues couchitiques)          | immigrants au Yémen                | 7/33                | 21,2 %     | [ 116 ] | |
| Lemba              | Venda et Shona (Langues bantoues)        | Afrique du Sud                     | 6/34                | 17,6 %     | [ 4 ]   | Exclusively belong to T1b*. Possible recent founder effect. Low frequency of T1b* has been observed in Bulgarian Jews and Turks. |
| Peuls              | Peul                                     | Nord Cameroun                      | 3/17                | 17,6 %     | [ 117 ] | |
| Tunisians          | Weslatia                                 | Tunisia                            |                     | 17,4 %     | [ 118 ] | |
| Somalis            | Somali (Langues couchitiques)            | immigrants en Norvège              | 12/104              | 11,5 %     | [ 119 ] | |
| Oromos             | Oromo (langue) (langues couchitiques)    | Oromiyaa                           | 1/9                 | 11,1 %     | [ 120 ] | |
| Somalis            | Somali (langues couchitiques)            | immigrants au Danemark             | 21/201              | 10,4 %     | [ 121 ] | |
| Égyptiens du Sud   | Arabe égyptien (Langues sémitiques)      | Gouvernorat de Louxor              | 3/29                | 10,3 %     | ,       | |
| Égyptiens du Sud   | Arabe égyptien (Langues sémitiques)      | Gouvernorat d'Assouan              | 1/11                | 9,1 %      | [ 123 ] | |
| Subiyas            | Subiya/Kuhane (langues bantoues)         | Zambie                             | 1/11                | 9 %        | [ 124 ] | |
| Égyptiens du Sud   | Arabe égyptien (langues sémitiques)      | Gouvernorat d'Assiout              | 6/70                | 8,6 %      | [ 123 ] | |
| Somalis            | Somali (langues couchitiques)            | immigrants en Suède                | 12/147              | 8,2 %      | [ 125 ] | |
| Arabes et Berbères | Arabe égyptien et Siwi                   | Basse-Égypte                       | 12/147              | 8,2 %      | [ 5 ]   | |
| Égyptiens du Sud   | Arabe égyptien (Langues sémitiques)      | Gouvernorat de Sohag               | 4/52                | 7,7 %      | [ 123 ] | |
| Canariens          | Espagnol des îles Canaries               | Tenerife                           | 11/178              | 6,2 %      |         | |
| Vallée de l'Omo    | Langues omotiques (Langues couchitiques) | Éthiopie                           | 6/98                | 6,1 %      | [ 124 ] | |
| Égyptiens du sud   | Arabe égyptien (langues sémitiques)      | Gouvernorat de Qena                | 3/52                | 5,8 %      | [ 123 ] | |
| Éthiopiens         | Langues en Éthiopie                      | Éthiopie                           | 4/74                | 5,4 %      | [ 99 ]  | |
| Canariens          | Espagnol des îles Canaries               | Grande Canarie                     | 4/78                | 5,1 %      | [ 124 ] | |
| Oromos             | Oromo (langue) (langues couchitiques)    | Oromiyaa                           | 4/78                | 5,1 %      | [ 124 ] | |
| Turu               | Nyaturu (langues bantoues)               | Tanzanie                           | 1/20                | 5 %        | [ 126 ] | |
| Iraqw              | Iraqw (Langues couchitiques)             | Tanzanie                           | 2/43                | 4,7 %      |         | |
| Égyptiens du Sud   | Arabe égyptien (langues sémitiques)      | Gouvernorat d'Al-Minya             | 1/23                | 4,3 %      | [ 123 ] | |
| Amharas            | Amharique (langues sémitiques)           | Éthiopie                           | 2/48                | 4,2 %      | [ 124 ] | |
| Maasai             | Maa (langues nilotiques)                 | Kenya                              | 3/79                | 3,8 %      | [ 124 ] | |
| Égyptiens du nord  | Arabe égyptien (langues sémitiques)      | Mansourah                          | 1/44                | 2,2 %      | ,       | |
| Meru               | Meru (Langues bantoues)                  | Nord Tanzanie                      | 2/99                | 2 %        | [ 128 ] | |
| Itam               | Ibibio                                   | État d'Akwa Ibom (Sud-Est Nigeria) | 1/50                | 2 %        | [ 129 ] | |
| Libyens de l'est   | Arabe cyrénien (langues sémitiques)      | Benghazi                           | 4/214               | 1,9 %      | [ 130 ] | |
| Algériens          | Arabe algérien (langues sémitiques)      | Algérie                            | 3/164               | 1,8 %      | [ 18 ]  | |
| Égyptiens du Nord  | Arabe égyptien (langues sémitiques)      | Le Caire                           | 1/63                | 1,6 %      | [ 131 ] | |
| Turkana            | Turkana (Langues nilotiques)             | Karamoja                           | 1/118               | 0,8 %      | [ 132 ] | |

Non confirmé mais probablement T1-M70+ : 9,7 % (3/31) de Datogs en Centre Tanzanie, 5,8 % (4/69) de Kordofaniens au Kordofan, 5,6 % (1/18) de Touaregs à Gorom-Gorom, 4,8 % (5/105) de Tunisiens à Sfax, 4,8 % (3/63) de Libyens à Tripoli, 2,6 % (1/39) de Hutus au Rwanda 2,1 % (1/47) de Berbères à Sejnane, 1,9 % (1/53) d'Ovimbundus en Angola, et 1,5 % (1/68) de Mozabites à Ghardaia.

### Extrême-Orient
| Population | Langue                     | Région          | Membres/Nombre | Pourcentage | Source  | Notes |
| Xibe       | Xibe (Langues toungouses)  | Xinjiang        | 1/8            | 12,5 %      | ,       |       |
| Kazakhs    | Kazakh (langues turques)   | Sud-Ouest Altaï | 1/30           | 3,3 %       | [ 142 ] |       |
| Ouïghours  | Ouïghour (langues turques) | Xinjiang        | 1/48           | 2,1 %       | [ 143 ] |       |

Non confirmé mais probablement T1-M70+ : 4,9 % (2/41) de Xibe du [Xinjiang], 2 % (4/204) de Hui au Liaoning, et 0,9 % (1/113) de Bidayuh au Sarawak.

## Sous-clades (Subclades)

### Arbre
Cet arbre phylogénétique des subclades de l'haplogroupe T se base sur l'arbre ISOGG 2011.
- T (L206, M184/PAGES00034/USP9Y+3178, M193, M272, PAGES00129)
  - T1 (M70/PAGES00046, PAGES00078)
    - T1a (L162/PAGES00021, L299)
      - T1a1 (L208/PAGES00002)
        - T1a1a (M320)
        - T1a1b (p. 77)
        - T1a1c (p. 330)
        - T1a1d (p. 321)
          - T1a1d1 (p. 317)

    - T1b (L131)
      - T1b1 (p. 322, p. 328)
        - T1b1a (p. 327)